# Progresszív metal
A progresszív metal egy kevert zenei műfaj, a heavy metal zenei stílus egyik ága, mely a metal súlyosságát ötvözi a progresszív rock és a jazz stílusjegyeivel. Témái éppúgy, mint zenéje lendületes, de súlyos. Gyakran alkalmaz tört és váltakozó ütemet, változó tempót. Számos műfaj jellegzetességeit használja, így előfordul, hogy heavy metal, jazz, rock, vagy akár atonális zene is keveredik egy számon belül.

## Stílusjegyek
A progresszív, vagyis haladó jelző több szempontból is meghatározó benne. Az elérhető legtöbb zenei műfajt próbálja egybeolvasztani úgy, hogy közben olyan új műfajt hoz létre, amely szakít a hagyományokkal, újításra, egyediségre törekszik. Jellemzően nehezen játszható, gyakran nehezen befogadható, szinte általánosnak mondhatóak a többperces szerkesztett szólók. Az albumok általában egy-egy témát járnak körül, a korunk könnyűzenéjénél lényegesen hosszabb számok néha el sem válnak, jelezvén, hogy a mű csak egyben teljes, nem lehet részeket kiragadni belőle. Legfőbb hangszerei a dob, gitár, basszusgitár és szintetizátor, de előfordulnak népi hangszerek, vonósok, fúvósok.

## Története
A progresszív metal az 1980-as évek második felében alakult ki az olyan amerikai csapatok felbukkanásával, mint Fates Warning és a Queensrÿche, melyek a brit heavy metal új hullámának zenéjét ötvözték a 70-es évek progresszív rockjával (King Crimson, Pink Floyd, Rush). Ehhez a vonulathoz csatlakozott a Dream Theater, akik eggyel továbblépve a Metallica súlyosságát adták hozzá a képlethez. Az 1990-es években sorra tűntek fel az izgalmas új progmetálegyüttesek mint a Spock's Beard, az Opeth, a Pain of Salvation, a Symphony X vagy a Kamelot, főleg Skandináviában és Észak-Amerikában. Az olyan kísérletező death metal együttesek, mint a Cynic és a Death, vagy a black metal irányzatból az Emperor és az Enslaved, saját extrém stílusuk határait tolták ki jazz, progrock- vagy éppen komolyzenei elemek beépítésével.

## Külső hivatkozások
- Allmusic Guide: Progressive metal Archiválva 2005. február 13-i dátummal a Wayback Machine-ben (angolul)
- Stíluskalauz klipekben: A progresszív metal (magyarul)
- Last.FM - Progressive Metal